# ادموند برنز
ادموند برنز (انگلیسی: Edmund Burns؛ ‏ ۲۷ سپتامبر ۱۸۹۲ – ۲ آوریل ۱۹۸۰) بازیگر اهل ایالات متحده آمریکا بود.
از فیلم‌هایی که وی در آن نقش داشته‌است، می‌توان به تولد یک ملت، زن، کلئوپاترا، مرد و زن، دست‌نیافتنی و پست هوایی اشاره کرد.